# Persistência da lactase
A persistência da lactase é a atividade continuada da enzima lactase na idade adulta, permitindo a digestão da lactose no leite. Na maioria dos mamíferos, a atividade da enzima é drasticamente reduzida após o desmame.  Em algumas populações humanas, porém, a persistência da lactase evoluiu recentemente  como uma adaptação ao consumo de leite não humano e produtos lácteos além da infância. A persistência da lactase é muito alta entre os europeus do norte, especialmente os irlandeses. Em todo o mundo, a maioria das pessoas é não persistente na lactase,  e é afetada por vários graus de intolerância à lactose quando adultos. No entanto, a persistência da lactase e a intolerância à lactose nem sempre se sobrepõem.

## Distribuição global do fenótipo

Porcentagem de adultos que conseguem digerir lactose na população indígena da Eurásia, África e Oceania.

A distribuição do fenótipo de persistência da lactase (PL), ou a capacidade de digerir a lactose na idade adulta, não é homogênea no mundo. As frequências de persistência da lactase são altamente variáveis. Na Europa, a distribuição do fenótipo de persistência da lactase é gradual, com frequências variando de 15 a 54% no sudeste a 89 a 96% no noroeste.  Por exemplo, prevê-se que apenas 17% dos gregos e 14% dos sardos possuam esse fenótipo, enquanto cerca de 80% dos finlandeses e húngaros e 100% dos irlandeses sejam persistentes à lactase.  Da mesma forma, a frequência de persistência da lactase é clinal na Índia, com um estudo de 2.284 indivíduos de 2011 identificando uma prevalência de PL na comunidade Ror, de Haryana, no Noroeste, de 48,95%, diminuindo para 1,5% nos Andamaneses, do sudeste, e 0,8% nas comunidades tibeto-birmanesas, no nordeste.  

## Genética

Porcentagem de adultos com um genótipo conhecido de persistência da lactase na população indígena do Velho Mundo

Múltiplos estudos indicam que a presença dos dois fenótipos "lactase persistente" (fenótipo derivado) e "lactase não persistente" (hipolactasia) é geneticamente programada, e que a persistência da lactase não é necessariamente condicionada pelo consumo de lactose após o período de amamentação.  

## História evolutiva
De acordo com a hipótese da coevolução gene-cultura, a capacidade de digerir a lactose na idade adulta (persistência da lactase) tornou-se vantajosa para os humanos após a invenção da pecuária e a domesticação de espécies animais que poderiam fornecer uma fonte consistente de leite. As populações de caçadores-coletores antes da revolução neolítica eram predominantemente intolerantes à lactose,   assim como os caçadores-coletores modernos. Estudos genéticos sugerem que as mutações mais antigas associadas à persistência da lactase só atingiram níveis apreciáveis em populações humanas nos últimos 10.000 anos.   Isso se correlaciona com o início da domesticação animal, que ocorreu durante a transição neolítica. Portanto, a persistência da lactase é frequentemente citada como um exemplo de evolução humana recente  e, como a persistência da lactase é uma característica genética, mas a criação de animais é uma característica cultural, a coevolução da cultura genética na simbiose mútua humano-animal iniciada com o advento da agricultura. 